# Eucarida
Eucarida je nadred Malacostraca, klase podtipa rakova, koji obuhvata dekapode, kril i Angustidontida. Oni su karakteristični po tome što imaju karapaks spojen sa svim torakalnim segmentima, kao i što poseduju oči sa peteljkama.